# Васил Левски (булевард във Велико Търново)
„Васил Левски“ е улица в центъра на Велико Търново.
Улицата през османското владичество е била крайградски черен път свързващ Търново със съседното селище Марино поле. В края на XVIII век, на улицата се нарежда калдъръм. През 30-те години е наричана „Булевард“. През това десетилетие на калдъръмената улица се построява ковачница и дърводелска работилница. От там минава и първата градска автобусна линия за местността „Качица“. Северно от улицата се е простирала Търновската градска градина. От средата на XX век улицата се именува „Васил Левски“. През 1958 година се построява паметник на Васил Левски.

## Обекти
- Сграда на кооперативния съюз
- Паметник „Майка България“
- Сградата на Народната банка
- Музикално-драматичен театър „Константин Кисимов“
- Сградата на Общината
- Съдебната палата